# Museu del xocolate Valor

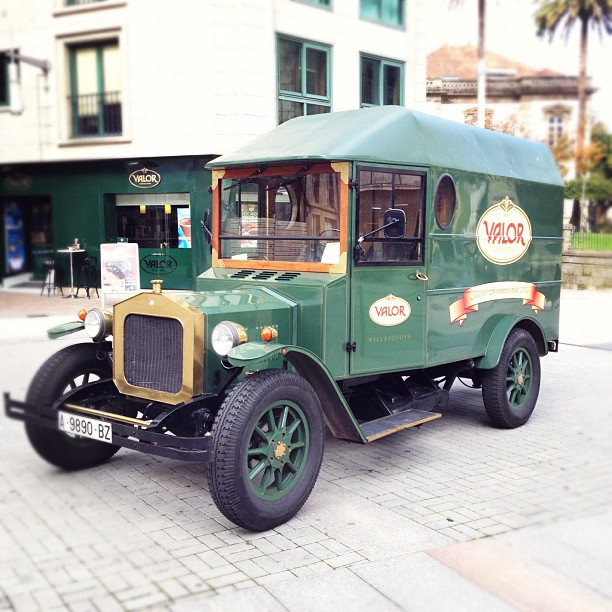
Camió publicitari

El Museu del Xocolate Valor és un museu temàtic sobre el xocolate i els processos de fabricació del mateix, el qual està situat als voltants de la Vila Joiosa (Marina Baixa, País Valencià). El museu es troba unit a les dependències de la fàbrica de xocolates Valor, i permet visites periòdicament. Aquest mostra en un conjunt de sales com ha evolucionat la fàbrica de xocolates a la regió, des dels seus orígens en 1882 fins a l'actualitat. La fàbrica va complir 125 anys en 2006.